# Oliver Wieser

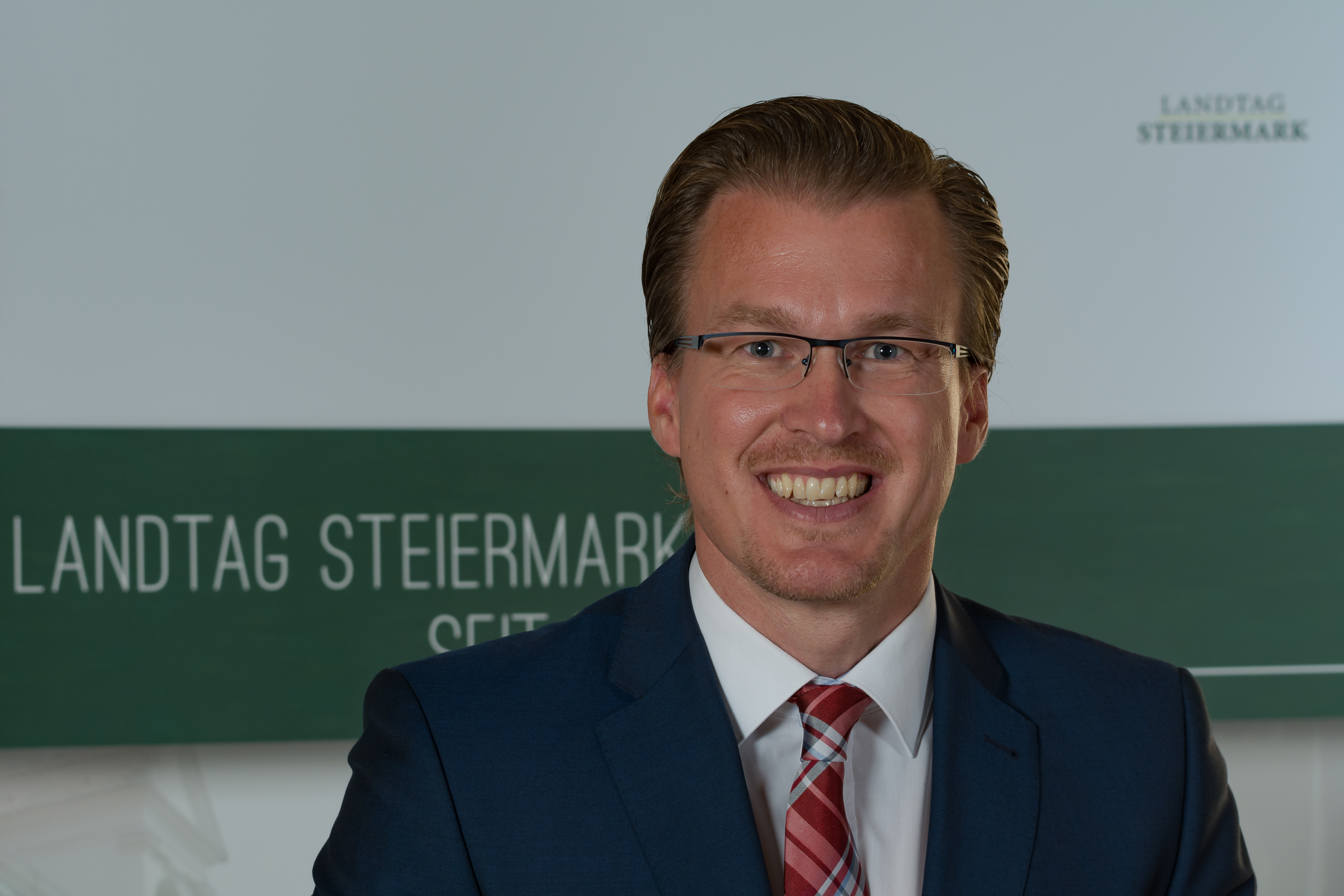
Oliver Wieser, 2023

Oliver Wieser (* 10. Juli 1973 in Graz) ist Trainer und Berater im Vertriebs- und Motivationsbereich und Hochschullektor. Von 2015 bis 2019 war er Abgeordneter im Landtag Steiermark für die SPÖ. 

## Leben
Nach der Volksschule (1979–1983) und der Musikhauptschule Ferdinandeum (1983–1987) besuchte Wieser von 1987 bis 1992 die Bundeshandelsakademie in Graz Monsbergergasse, die er 1992 mit der Reifeprüfung abschloss. Von Juli 1992 bis Februar 1993 leistete er den Präsenzdienst beim Österreichischen Bundesheer.
Von April 1993 bis Juni 2007 war Wieser bei der Bank für Arbeit und Wirtschaft (BAWAG) in verschiedensten Funktionen beschäftigt. Sein Tätigkeitsfeld reichte von der Kundenbetreuung, über die Euro-Umstellung, der Projektkoordination für die bankinterne EDV-Einführung, die interimistische Leitung von Filialen, diverse Trainertätigkeiten im BAWAG-Ausbildungsreferat bis hin zur Leitung einer Vertriebsabteilung in der Landesdirektion der BAWAG mit 22 Mitarbeitern. Berufsbegleitend absolvierte er von 1999 bis 2003 ein Studium der Fachrichtung Sales Management an der Fachhochschule Campus 02 in Graz. Dieses schloss er mit der Diplomprüfung zum Magister (FH) mit ausgezeichnetem Erfolg ab.
Von 2007 bis 2012 studierte Wieser Sozial- und Wirtschaftswissenschaften an der Karl-Franzens-Universität Graz und schloss er mit der Promotion zum Doktor ab. Sein Dissertationsthema war Organisation und Steuerung der Vertriebskanäle im Handelsmanagement bei ausgewählten Güterkategorien.
Daneben war Wieser von 2002 bis 2012 Lehrabschlussprüfer für Bankkaufleute für die Wirtschaftskammer Steiermark.
Von März 2005 bis Juni 2007 übte Wieser eine nebenberufliche Lehrtätigkeit an der Fachhochschule Campus 02 im Rahmen der Lehrveranstaltung Sales Management aus. Von Juli 2007 bis Jänner 2018 war er hauptberuflicher Lektor und Koordinator für Sales Management an den Studiengängen International Marketing & Sales Management am Campus 02. Sein Aufgabengebiet umfasste Lektorentätigkeit, inhaltliche Abstimmung der Lehre und Koordination der nebenberuflichen Lektoren sowie die Betreuung von wissenschaftlichen Arbeiten und Praxisprojekten. In diesem Zusammenhang hielt er zahlreiche Vorlesungen und veröffentlichte mehrere Publikationen.
Seit 2011 ist Wieser selbständiger Trainer und Berater im Vertriebs- und Motivationsbereich. Er war von Jänner 2012 bis Juni 2017 Geschäftsführer einer Unternehmensberatung.
Wieser unterrichtet an unterschiedlichen Hochschulen und ist akademischer Leiter für Sales Management Excellence an der LIMAK Austrian Business School.
Von September 2020 bis Anfang 2022 war er an der Fachhochschule CAMPUS 02 Leiter für den Restart-Up-Lehrgang in der Studienrichtung Innovationsmanagement.

## Politische Laufbahn
Oliver Wieser begann als politischer Quereinsteiger. Er meldete sich auf ein Inserat der SPÖ Graz-Umgebung und überzeugte beim Hearing mit seinem Bildungskonzept. 93 Prozent der Funktionäre nominierten ihn auf dem ersten Platz des Kandidatenvorschlags für die Landtagswahl in der Steiermark 2015. Nach der Wahl zog Wieser in den Landtag ein, dem er bis zum 17. Dezember 2019 angehörte. Von Dezember 2017 bis Oktober 2018 war er als Nachfolger von Max Lercher Landesgeschäftsführer der SPÖ Steiermark.
Im Landtag war Wieser Mitglied in den Ausschüssen für Bildung (Bildung, Schule, Kinderbetreuung, Jugend, Frauen, Familie und Sport), Gesundheit (Gesundheit und Pflege, Wissenschaft und Forschung), und Finanzen. Er wurde auch zum Gesundheitssprecher der SPÖ bestellt. Nach der Landtagswahl 2019 schied er aus dem Landtag aus.

## Privates
Oliver Wieser wohnt in Seiersberg-Pirka am Gedersberg. Er ist seit 1996 verheiratet und Vater eines Sohnes (* 1997) und einer Tochter (* 2000).
Zu den Hobbys des ehemaligen American-Football-Spielers der Grazer Giants gehören Musik, Lesen, Weinkunde, Laufen, Tennis, Fitness-Training, Tanzen, Skifahren und Fußball.